# (72840) 2001 HW31
2001 إتش دابليو 31 (ويعرف أيضًا باسم (72840) 2001 إتش دابليو 31 وفق تسمية الكوكب الصغير) (بالإنجليزية: 2001 HW31)‏ هو كويكب ضمن حزام الكويكبات؛ وترتيبه 72840 من حيث الاكتشاف.
اكتُشف هذا الجُرم الفلكي بواسطة William Kwong Yu Yeung ‏ في 28 أبريل 2001.

## وصلات خارجية
- (72840) 2001 HW31 في قاعدة بيانات مختبر الدفع النفاث لأجرام النظام الشمسي الصغيرة

- الاكتشاف · مخطط المدار ·  العناصر المدارية · المعلمات المادية

- (72840) 2001 HW31 على موقع ويكي سكاي: DSS2, SDSS, GALEX, IRAS, Hydrogen α, X-Ray, Astrophoto, Sky Map, Articles and images